# Lac Big Bear (comté de Shasta)
Pour les articles homonymes, voir Lac Big Bear et Big Bear (homonymie).
Le lac Big Bear (en anglais : Big Bear Lake) est un lac américain dans le comté de Shasta, en Californie. Il est situé à 2 030 mètres d'altitude au sein de la Lassen Volcanic Wilderness, dans le parc national volcanique de Lassen.